# Things That Go Pump In the Night

Things That Go Pump In the Night est le titre d'une vidéo du groupe Aerosmith parue chez Geffen Home Video en 1990. Il s'agit principalement des répétitions de studios et chansons finalisées pendant les sessions d'enregistrement de Pump.

## Liste des titres
1. Love in an Elevator
2. Janie's Got a Gun
3. What it Takes

## Musiciens
- Steven Tyler, chant, piano
- Joe Perry, guitares
- Brad Whitford, guitares
- Tom Hamilton, basse
- Joey Kramer, batterie